# Guidone (cantante)
Guidone, pseudonimo di Guido Celestino Egidio Crapanzano (Brescia, 6 marzo 1938 – Milano, 10 dicembre 2023), è stato un cantante e numismatico italiano.
È stato uno degli urlatori che salirono alla ribalta della musica leggera intorno al 1960 ed è considerato un pioniere del rock and roll di matrice italiana. Ha partecipato anche alla realizzazione di alcuni musicarelli.

## Biografia

### Musicista
Figlio di un professore di filosofia al Regio Liceo - Ginnasio Alessandro Manzoni di Milano, dopo il liceo si iscrive all'università che però interrompe al primo anno per seguire le proprie passioni artistiche. Trascorre le proprie giornate di musicista tra la Galleria del Corso (sede dei discografici) e i locali notturni come il Santa Tecla, dove ogni sera si ritrovano giovani che hanno in comune la passione per il rock (tra i quali Luigi Tenco, Giorgio Gaber, Adriano Celentano, Ricky Gianco, Tony Renis, Enzo Jannacci). Il suo debutto avviene in un concorso per dilettanti al Teatro Alcione di Milano nel settembre del 1957 che vince arrivando primo.
Nel 1959 viene scritturato dalla Durium e incide il primo 45 giri: Ciao ti dirò e Ma l'amore no (una vecchia canzone di Giovanni D'Anzi riproposta con lo stile degli urlatori). Dal 1959 al 1962 incide altri 12 dischi, partecipa a trasmissioni televisive come Il Musichiere e Giardino d'estate, e a film musicali come Pesci d'oro e bikini d'argento e Nerone '71, di cui scrive anche la colonna sonora.
Nel 1961 partecipa a Roma al 1º Festival del Rock and Roll, organizzato da Ghigo Agosti.
Nel 1962 Celentano forma il Clan e Guidone vi entra assieme a Don Backy e Ricky Gianco. Per oltre un anno vive e lavora col Clan, incidendo dischi, facendo tournée e partecipando al primo Cantagiro.
Nel 1963, affascinato dall'idea di visitare paesi lontani, forma l'orchestra Guidone e i suoi Amici (nota anche come Guidone e la sua Ghenga) e arriva ad Atene con un contratto di tre mesi, che verrà poi prorogato. Nella sua orchestra suonano tre giovani orchestrali: Enrico Maria Papes, Checco Marsella e Mino Di Martino che, quando Guidone smetterà di cantare, torneranno in Italia formando il complesso I Giganti.
L'impresario di Beirut gli propone di suonare in Oriente, passando dal Libano alla Persia, dal Giappone all'India; Guidone torna poi in Grecia, dove riscuote un tale successo che resterà ad Atene sino alla fine della sua carriera artistica, con la sola eccezione di un ritorno in Italia nel 1965, per partecipare con la sua orchestra alla tournée dei Beatles a Milano, Genova e Roma.
Guidone è uno dei pochi della tournée che parla perfettamente inglese, e per questo diventa l'interprete dei Beatles, con i quali allaccia una cordiale amicizia, al punto che nell'autunno dello stesso 1965 andranno a trovarlo nel suo locale di Atene (da lui aperto l'anno prima) assieme al concessionario della Parlophone greca, che gli farà incidere numerosi dischi, tra cui l'album Guidone for shake, che per due anni sarà uno dei long playing più venduti.
Il 17 aprile 1967 Guidone e i suoi Amici si esibiscono nella prima parte del concerto dei Rolling Stones allo Stadio Panathinaiko di Atene; nello stesso anno cede il locale ateniese.

### Imprenditore, studioso, gallerista e docente
Dopo aver aperto un'agenzia pubblicitaria, una casa editrice, alcune piccole imprese e una galleria d'arte (in società), abbandona gradualmente la musica e la recitazione, così come il suo nome d'arte e si trasferisce a Friburgo, in Svizzera, per seguire le aziende di famiglia e qui, nel 1973, riprende gli studi iscrivendosi all'Institut technique supérieur; in questo periodo compie viaggi negli Stati Uniti occupandosi per la sua galleria di arte e antiquariato; divenuto ingegnere industriale con specializzazione in cibernetica nel 1978, si perfeziona al Menthal Research Institute di Palo Alto, in California, del quale successivamente diventa membro ricercatore in stretta collaborazione con Paul Watzlawick.
Dedito alla ricerca scientifica e a numerosi approfondimenti di studio nell'ambito della psichiatria e della neurologia, parallelamente diviene numismatico di fama, collaborando con associazioni, organismi, musei e mostre negli Stati Uniti e in Europa, e curando diversi cataloghi e volumi.
Tornato in Italia negli anni '80, collabora con articoli, dossier e rubriche alla rivista medica Riza Psicosomatica (della quale acquisisce quote societarie), e si dedica a una fitta attività di docenza e formazione professionale nel campo delle relazioni tra mente, corpo e linguaggio.

### Numismatico
Sin da giovane colleziona banconote, specializzandosi sull'area italiana.
Durante la seconda metà degli anni settanta pubblica i primi cataloghi relativi al fenomeno dei miniassegni e nel 1989, su richiesta del consiglio direttivo degli Agenti di Cambio di Milano, redige il volume "Duecento anni di titoli azionari" insieme all'amico Enrico Baj.
Diventato consulente numismatico della Banca d'Italia nel 1986, nel 1997 viene prescelto per rappresentare l’Italia nella commissione della BCE che sceglie i bozzetti delle eurobanconote. Successivamente ottiene diversi incarichi governativi sempre nel campo della numismatica, e interviene da esperto su periodici e in telegiornali e trasmissioni televisive.
È stato l'unico italiano presidente dell'International Bank Note Society (dal 1999 al 2001) e socio dell'Accademia Italiana di Studi Numismatici, per la quale ha rivestito la carica di consigliere.
Nel 2003, insieme a Ermelindo Giulianini, pubblica La Cartamoneta italiana. Corpus Notarum Pecuniariarum Italiae volume primo, sulle banconote italiane con relative quotazioni. Il testo, al quale dal 2014 si unisce come autore Gerardo Vendemia, giunge alla XII edizione nel maggio 2022 e viene rinnovato ogni due anni.
Il 29 luglio 2002 il Presidente della Repubblica Italiana Carlo Azeglio Ciampi conferisce motu proprio  l'onorificenza di Grande Ufficiale Ordine al Merito della Repubblica Italiana.
Muore il 10 dicembre 2023 ma la notizia viene divulgata, per sua volontà, solo tre giorni dopo, a tumulazione avvenuta.

## Discografia

### Album
- 1965 - Guidone for shake

### EP
- 1959 - Ciao ti dirò/Cow Boy/Ma l'amore no/Love in Portofino
- 1959 - Sono stanco/Il tuo bacio è come un rock/Non dir così/Dracula cha cha cha - Durium, EPA 3187
- 1959 - Dracula cha cha cha/Non dir così/Il tuo bacio è come un rock/Sono stanco - Disques Vogue, DVEP. 95.078 (uscito in Francia)
- 1960 - Baci a go go (Let's go)/Music Hal/Lasciati baciare/Non ti posso lasciare - Durium, EPA 3242
- 1961 - Benzina e cerini/Clem Sacco, M. Rampin, A. Lima - Durium, EPA 3261

### 78 Giri
- 1960 - Pinocchio va ... - Moviton, 104 (flexi-disc pubblicitario Mamil Srl)
- 1960 - Pinocchio il somaro - Moviton, 504 (flex-disc pubblicitario Mamil Srl)
- 1960 - Napoleon - Moviton, 506 (flexi-disc pubblicitario Mamil Srl)

### 45 giri
- 1959 - Ciao ti dirò/Cow Boy - Durium, LDA 6609 (Gaber/Carosone-Nisa)
- 1959 - Love in Portofino/Ma l'amore no - Durium, LDA 6610 (Buscaglione/Galdieri-Danzi)
- 1959 - Sono stanco/Dracula Cha Cha Cha - Durium, LDA 6649 (Martino-Brunini/Brighetti)
- 1959 - Non dir così/Il tuo bacio è come un rock - Durium, LDA 6650 (Di Giacomo/Vivarelli)
- 1959 - È troppo forte/Lasciati baciare - Durium, LDA 6734 (Buscaglione)
- 1959 - Un difetto di pronuncia/Mario Pezzotta - Durium, LDP 004 promozionale (n.d.)
- 1960 - È mezzanotte/Non sei felice - Durium, LDA 6745 (Cozzoli-Testa-Sentieri/Pinchi-Vantellini)
- 1960 - Non sembra vero/Devi dimenticare - Durium, LDA 6761 (n.d.)
- 1960 - Arturo il duro/Crepa piedipiatti - Durium, LDA 6820 (n.d.)
- 1960 - Non ti posso lasciare/Aiutatemi - Durium, LDA 6856 (n.d.)
- 1960 - Baci a go go (Let's go)/Music hall - Durium, LDA 6895 (Lee-Mathis-Crapanzano/Schmidt)
- 1961 - Amo una bambina - Durium, LDA 7014 (Lima)
- 1961 - Coccinella/Emi Dorè - NET, 352 (Agosti-Soffici/Canetti-Lama); inciso come Big Guidano e i Moschettieri
- 1961 - Pupa bella/Stai qui - Primary, CRA 91844 (n.d.)
- 1962 - Ciao bambina/Poi-po-Poi - Clan Celentano, ACC 24004 (n.d.)
- 1962 - Peppermint Twist/Baby twist me - Ed. Mivar Radio TV, RV536 (Dee-Glover-Agosti-Perotti-Del Prete/Agosti)
- 1963 - Scendiamo insieme sugli sci/Bella bimba - Karim, KN 191 (n.d.); inciso come Guidone e i suoi Amici
- 1965 - Un'idea nuova/Magaliù - Italian Yank, 10006 (n.d.); inciso come Guidone e i suoi Amici
- 1965 - Oh fattorino!/La casa del sole - Italian Yank, 10007 (n.d.); inciso come Guidone e i suoi Amici
- 1969 - Mezzanotte d'amore/Monika - Fonola, NP 1989 (n.d.)
- 1970 - Se bruciasse la città/Tom Sanders - Fonola, NP 1991 (n.d.)
- 1970 - L'arca di Noè/Canzone blu - Fonola, NP 2018 (n.d.)
- 1970 - Fiori bianchi per te/Vittorio - Fonola, NP 2022 (n.d.)
- 1970 - Via le donne/Venus - Fonola, NP 2025 (Crapanzano/Cosenza)
- 1970 - In the summertime/Sympathy - Fonola, NP 2072 (Ray Dorset/n.d.); inciso come Guidone e "The Bats"
- 1970 - Midnight/Fly me to the earth - Fonola, NP 2078 (n.d.)
- 1970 - Fly me to the earth/Pino Ferrari - Melody, codice n.d. (n.d.)

### Partecipazioni
- 1960 - È mezzanotte/Non sei felice - Durium, MSA 77027 (LP 10” intitolato “10º Festival della Canzone Italiana”, comprendente anche altri cantanti)
- 1960 - È mezzanotte/È troppo forte - Durium, MSA 77030 (Compilation con artisti vari intitolata “Vacanze in Italia Vol. 5”)
- 1961 - Baci a go go (Let's go) - Durium, MSA 77045 (Compilation con artisti vari intitolata “Canzoni per sorridere”)
- 1970 - Canzone blu/L'arca di Noè - Melody, LP 96 (Compilation con artisti vari intitolata “Sanremo 1970”)

## Filmografia

### Attore
- Pesci d'oro e bikini d'argento, regia di Carlo Veo (1962)
- Nerone '71, regia di Walter Filippi (1962)
- Eleonora, regia di Silverio Blasi (1973), sceneggiato televisivo

## Libri
- Catalogo dei miniassegni e dei biglietti di necessità italiani, I edizione, di Guido Crapanzano, Edizioni Abafil, 1976.
- Duecento anni di titoli azionari in Italia, a cura di Guido Crapanzano e Enrico Baj, Borsa Valori di Milano - Comitato Direttivo degli Agenti di Cambio, Edizioni Promedì, 1989.
- Soldi d' Italia. Un secolo di cartamoneta., di Guido Crapanzano, Fondazione Cassa di Risparmio di Parma e Monte di Credito su Pegno di Busseto, 1996.
- Trento Cionini. Il maestro della banconota, di Guido Crapanzano e Danilo Bogoni, Quattroventi, 2003.
- La cartamoneta italiana. Corpus notarum pecuniariarum italiae, Volume primo, I edizione, 2003, Guido Crapanzano, Ermelindo Giulianini, Spirali, 2003.
- Amadeo Peter Giannini. Il banchiere che investiva nel futuro, di Guido Crapanzano, Graphofeel, 2017.
- La cartamoneta italiana. Corpus notarum pecuniariarum italiae, Volume primo, XI edizione, 2019-20, Guido Crapanzano, Ermelindo Giulianini, Gerardo Vendemia, 2018. ISBN 979-12-200-1363-5
- La cartamoneta italiana. Corpus notarum pecuniariarum italiae, Volume primo, XII edizione, 2023-24, Guido Crapanzano, Ermelindo Giulianini, Gerardo Vendemia, 2022. ISBN 979-12-210-0675-9